# Ortai
Ortai (mandchou : ᠣᡵᡨᠠᡳ, romanisation : ortai ; translittération en chinois simplifié : 鄂尔泰 ; chinois traditionnel : 鄂爾泰 ; pinyin : è'ěrtài), né en 1677 et décédé en 1745, est un officiel mandchou de la bannière bleue à bordure des Huit Bannières de la dynastie Qing.

## Histoire
En 1726, il tente d'abolir le système des tusi dans sa politique de réforme de gouvernance appelée Gaitu guiliu (改土归流 / 改土歸流, gǎitǔ guī liú). En 1730, lors d'un de ses rapports à Yongzheng, il lui fait remarquer que les populations sont fidèles aux officiers natifs, mais pas à l'autorité chinoise. Plus de 30 000 Yi ont ainsi été abattue dans la petite ville de Mitie. À Wumeng, Dongchuan, Zhenxiong, les peuples des minorités ethniques et les migrants chinois ont été tués par 20 000 militaires conduits par Ortai. Un grand nombre de Yi se sont alors échappés dans les monts Liangshan au Sichuan.